# Emmanuel Ciepka
Emmanuel Ciepka est un photographe français, né à Paris le 6 octobre 1950.

## Biographie
D’abord cinéaste, Emmanuel Ciepka écrit et réalise des courts métrages de fiction dont La Petite Gare (1975). Il réalise deux longs métrages dont Eva sur paysage ordinaire (1982), sélection Perspectives du cinéma français au festival de Cannes 1984, prix du jeune cinéma aux Journées cinématographiques d’Orléans (1984). Il a également réalisé un documentaire sur le travail du peintre Jean Labellie, L’Amour sacré, l’amour profane (1983).
À partir le 1985, il se tourne de plus en plus vers la photographie qui avait toujours joué un grand rôle dans l'élaboration de ses films. En 1990, il abandonne le cinéma pour devenir photographe à part entière et termine une série, commencée en 1980, de photographies de l'abbaye du Thoronet (Var). De 1990 à 2004, il se consacre exclusivement au noir et blanc, majoritairement au portrait en réalisant de nombreux books pour comédiennes et comédiens, au nu féminin et au paysage. Les photographies de femmes représentent durant cette période la plus grande part de son activité. 
En 2003, il réalise avec des comédiens une série de photographies sur le thème de l’Annonciation.
En 2004, le numérique lui redonne accès à la couleur en lui permettant de traiter lui-même ses images, comme il le faisait en noir et blanc. C’est surtout dans le domaine du paysage que s’ouvrent alors pour lui de nouvelles perspectives. Le Limousin, où il s'était initié à la photographie, lui fournit un cadre de choix. Très vite naît le projet de Lisières limousines, un album dédié aux paysages limousins, qui paraît en 2006,, accompagné d'un texte d’Alain Galan. 
Il continue de parcourir le Limousin en abordant les paysages dans un esprit plus pictural et impressionniste que photographique et travaille sur le patrimoine de cette région en vue de nouveaux ouvrages. Il poursuit ses recherches sur le nu féminin pour lesquelles il est resté fidèle au noir et blanc et à l’argentique. Il a réalisé les photographies des œuvres du peintre Jean Labellie pour les catalogues et le site de ce dernier.
En 2011, il publie Fragments de temps, un ouvrage consacré au patrimoine limousin uniquement représenté par des photographies de détails, avec un texte de Jean-Guy Soumy.
Toujours en 2011, ses recherches sur le nu féminin donnent naissance à Lumière des corps, un ouvrage en noir & blanc, accompagné d'une préface et de quatre poèmes de Salah Stétié.

## Publications
- Art sacré contemporain, Le Rouget-Cayrols (Cantal). Œuvres de Jean Labellie, frère Henri Révereau, éd. Les Amis du patrimoine de Haute-Auvergne, 1998
- Lisières limousines, texte d’Alain Galan, éditions Lucien Souny, 2006
- Jean Labellie, Œuvres 1940-2010, catalogue de l'exposition, mars-mai 2010, au couvent des Minimes à Perpignan (Pyrénées-Orientales), éd. mairie de Perpignan, 2010
- Limousin, Éditions Ouest-France, coll. « Envie d'évasion », 2010[7],[8]
- Le Limousin, texte de Pierre Mazataud, Éditions Ouest-France, coll. « Itinéraires de découvertes », 2011
- Fragments de temps… en Limousin, texte de Jean-Guy Soumy, éd. Culture et Patrimoine en Limousin, 2011
- Lumière des corps, photographies en noir & blanc, préface et poèmes de Salah Stétié, éditions Kallimages, 2011
- La Corrèze, d'eau, de granite et d'arbres, texte de Jean-Michel Valade, Le Puy Fraud Éditeur, 2012

## Expositions
- 1991  « L’abbaye du Thoronet », photographies en noir et blanc et en couleurs, à la galerie Saint-Séverin, Paris 6e, puis à l'abbaye de Royaumont (Oise)
- 1997  « Nus féminins », photographies en noir et blanc, à la Vallée des Arts, Peyrilhac (Haute-Vienne)
- 2006  « Lisières limousines »,  photographies en couleurs, à la Vallée des Arts, Peyrilhac (Haute-Vienne)[9]
- 2007  « L’Annonciation »,  photographies en noir et blanc, dans le cadre du Festival Chrétien du XVe arrondissement à la galerie Bansard, Paris 7e
- 2007  « Lisières limousines », à Ussel (Corrèze)[10]
- 2007  « Lisières limousines », avec des paysages et des nus en noir et blanc », à Saint-Laurent-sur-Gorre (Haute-Vienne)
- 2008  « Lisières limousines », à la médiathèque de Brive-la-Gaillarde (Corrèze)
- 2010  « Lisières limousines », à l'hôpital des Diaconesses (Paris 12e), dans le cadre du projet Art-Onco
- 2011  Exposition de photographies en couleurs, chez Guy Flichy, à la galerie Matignon 32, Paris 8e.
- 2013  « Variations parisiennes », photographies en couleurs, à la Galerie Flichy, 24 rue des Grands Augustins, Paris 6e
- 2015  « Ailleurs », couleurs et noir et blanc, à la librairie Les Mots & les Choses, Boulogne-Billancourt (Hauts-de-Seine)